# Pseudochirulus larvatus
Pseudochirulus larvatus là một loài động vật có vú trong họ Pseudocheiridae, bộ Hai răng cửa. Loài này được Förster & Rothschild mô tả năm 1911.